# Peripatus
Peripatus je rod životinja iz koljena Onychophora, koja je istaknuta svojim nezavisnim parom nogu, što je karakteristika za koju mnogi entomolozi vjeruju da je evolucionarni spoj člankonožaca i kolutićavca. Peripatus je iz jedne grupe životinja grupno zvane Baršunasti kolutićavci. Kažu da je živi fosil jer se nije mijenjao približno 570 milijuna godina.
Peripatus je noćni mesojed. Hrani se tako da zarobi plijen (uglavnom manje kukce) u bijelu, ljepljivu tekućinu koju izbacuje iz dva ticala na glavi. Tekućina očvršćuje na dodiru s zrakom i plijen postaje imobiliziran. Peripatus tada progrize rupu u plijenovom egzoskeletu sa svojim mandibulama (koje se kreću nezavisno jedna na drugu), ubaci probavljive enzime u plijen i počne isisavati plijenove iznutrice.

## Vrste
- Peripatus antiguensis Bouvier, 1899
- Peripatus bavaysi Bouvier, 1899
- Peripatus bouvieri Fuhrmann, 1913
- Peripatus brolemanni Bouvier, 1899
- Peripatus dominicae Pollard, 1894
- Peripatus evelinae (Marcus, 1937)
- Peripatus heloisae Carvalho, 1941
- Peripatus juanensis Bouvier, 1900
- Peripatus juliformis Guilding, 1826
- Peripatus manni Brues, 1913
- Peripatus ruber Fuhrmann, 1913
- Peripatus sedgwicki Bouvier, 1899
- Peripatus swainsonae Cockerell, 1893[1]

## Vanjske poveznice
- lander.edu (engl.)
- ansersingenesis.org (engl.)